# Бірюлево-Товарна
Бірюлево-Товарна — вузлова залізнична станція Павелецького напрямку Московської залізниці в Москві. Відкрита в 1900 році. Входить до Московсько-Горьківського центру організації роботи залізничних станцій ДЦС-8 Московської дирекції управління рухом. За основним застосуванням є вантажною, за обсягом роботи віднесена до 1 класу.
Остання станція на цьому напрямку у Москві. Її південна межа знаходиться поблизу МКАД.
Від станції відходить лінія на Московський коксогазовий завод. Інша електрифікована колія відходить на Курський напрямок МЗ до станції Царицино, це Бірюлевська сполучна лінія, використовується поїздами далекого прямування; раніше використовувалася Аероекспресом з Москва-Пасажирська-Смоленська до аеропорту Домодєдово (маршрут через Москва-Пасажирська-Курська та Олексіївську сполучну лінію).
В межах станції знаходяться два зупинних пункти:
- Однойменний, 2 платформи
- Бірюлево-Пасажирська, 2 платформи

З.п. Бірюлево-Товарна знаходиться на межі між московськими районами Бірюлево-Західне та Бірюлево-Східне. Вихід на Мединську вулицю та Булатніковський проїзд на захід та на Касимовську вулицю зі сходу, прохід по пішохідному переходу-тунелю під станцією і платформами.
Ця частина станції знаходиться на насипу. Дві платформи: західна берегова у I колії для поїздів з центру, східна острівна між II колією у центрі та III колією для швидкісних поїздів. Входи на платформи обладнані турнікетами: на острівну з підземного переходу, на берегову біля західного входу в нього. Каси розташовані з обох кінців переходу. Основний колійний розвиток станції знаходиться на схід від платформ, що визначає довжину переходу.
Відстань до Москва-Пасажирська-Павелецька — 17 км.